# Front de Carélie
Le front de Carélie était un front de l'Armée rouge pendant la Seconde Guerre mondiale, qui opérait dans la région éponyme.

## Création et affectation
Le front de Carélie fut créé en août 1941 par scission du front du Nord en front de Carélie et front de Léningrad afin de répondre aux besoins militaires de chacune des deux zones. Il resta en activité jusqu'à la fin de la guerre.
Il couvrait le secteur Nord du lac Ladoga et la Svir jusqu'à la côte arctique près de Mourmansk. Il combattit des troupes finlandaises et allemandes le long de la frontière finno-soviétique pendant la Guerre de continuation et les opérations sur le Front de l'est.
Le front entre le lac Ladoga et le lac Onega fut affecté à la 7e armée indépendante pendant la phase statique de la guerre.
En 1944, le front de Carélie participa avec le front de Léningrad à l'offensive finale contre la Finlande qui aboutit à l'armistice finno-soviétique. En octobre 1944, avec l'opération Petsamo-Kirkenes, il captura des portions de la Finlande du nord et libéra l'extrême Est de la province norvégienne du Finnmark de la présence allemande.
Le front de Carélie conduisit la seule opération militaire majeure réussie jamais engagée en environnement arctique de l'histoire de la guerre moderne. L'expérience acquise dans la conduite des opérations, particulièrement l'organisation des services d'appui arrière et d'approvisionnement, influença la conduite de l'invasion soviétique de la Mandchourie face à l'Armée du Kwantung ; de nombreux officiers furent transférés du front de Carélie au Commandement d'Extrême Orient.

## Organisation
Le 1er octobre 1944 :
- 31e corps de fusiliers
  - 83e division (en)
- 32e armée
  - 176e division
  - 289e division
  - 313e division (en)
- 26e armée
- 19e armée
- 14e armée
- 7e armée
  - 18e division (ru)
  - 4e corps de fusiliers (en)
- 7e armée aérienne (en)

## Opérations
- Offensive Vyborg–Petrozavodsk contre la Finlande, juillet-août 1944
- Offensive Petsamo-Kirkenes contre la Wehrmacht, octobre 1944

## Commandants
- Colonel-Général Valerian Frolov de septembre 1941 à février 1944
- Colonel-Général Kirill Meretskov de février 1944 à mai 1945